# Санта Фјора (Арецо)
Санта Фјора је насеље у Италији у округу Арецо, региону Тоскана.
Према процени из 2011. у насељу је живело 1013 становника. Насеље се налази на надморској висини од 312 м.